# 王子学院
《王子学院》剧集系列（英語：U-PRINCE Series）是改编自泰国作家Jaemsai的畅销小说系列《U-Prince Series》的单元电视剧，一共有12个不同的主题，故事背景为IUCA大学，内容讲述了大学少男少女间的纯朴爱情及校园友谊、大学经历与成长的故事。

## 演员列表

### 帅气牛仔
- 普提查·克瑟辛（Push）飾 Sibtis
  - 容辛·翁帕尼农（Yorch） 饰 Sibtis（少年时期）
- 艾丝特·苏普莉拉（Esther）飾 Prikkang
  - 查妮甘·唐卡伯缇（Prim） 饰 Prikkang（少女时期）
- 娜塔帕特·薇帕坤塔库（Puifai） 饰 Pitta
- 格拉维·伯恩司里（Gun） 饰 Cholly
- 纳查特·佳塔潘（Mouse） 饰 Ped
- 吉拉迪·库立亚古（Toptap） 饰 Hed
- 吉拉迪·塔瓦翁（Mek） 饰 Hawk
- 忖拉透·倥音涌（Captain） 饰 Kiryu
- 坤查努·肯甘卡（Kan） 饰 Hippy
- 那坤·洛加耐（Baan） 饰 Key
- 爱莉丝·蔡（Alice） 饰 Sylvia
- Neen Suwanamas 饰 Alice（客串）

### 绅士兽医
- 苏卡达·顾珑希（Punpun） 饰 Suai Sai
- 瓦拉甘·希瑞嵩（Kang） 饰 Thesis，兽医
- 陂诺皮帕·帕塔纳汕他侬（Plustor） 饰 Lorthep
- 齐拉维·萨利瓦塔纳（Gun Achirawich） 饰 Punpun
- 格拉维·伯恩司里（Gun）  饰 Cholly

### 呆萌霸王龙
- 娜塔扎瑞·抔勒威查固（Cherreen） 饰 BaiPlu
- 诺塔南·安楚里帕迪（Kacha） 饰 T-Rex
- 爱莉丝·蔡（Alice） 饰 Sylvia
- 瓦拉甘·希瑞嵩（Kang） 饰 Thesis
- 格拉维·伯恩司里（Gun） 饰 Cholly
- 提娜丽·维拉瓦诺丹（Namtarn） 饰 Bell
- 维拉育特·查苏克（Arm） 饰 Him
- 苏普拉妮·嫬仁朋（Kai） 饰 BaiPlu妈妈
- 郑逸祥（Victor） 饰 Dash
- 塔纳·罗坤宋巴（Lee） 饰 Survey

### 威猛面包师
- 郑逸祥（Victor） 饰 Dash
- 茶拉达·瑛拉朋（Piglet） 饰 Rene
- 苼楠塔茬·塔纳潘披散（英语：Sananthachat Thanapatpisal）（Fon） 饰 Sung
- 诺塔南·安楚里帕迪（Kacha） 饰 T-Rex
- 格拉维·伯恩司里（Gun） 饰 Cholly
- 坤查努·肯甘卡（Kan） 饰 Hippy
- 艾丝特·苏普莉拉（Esther）饰 Prikkang
- 塔纳·罗坤宋巴（Lee） 饰 Survey

### 绝对经济师
- Isariy Patharamanop（Hunz）
- 霍嘉丝·芝华顾（Guz）
- 素瓦芘·盖朋瓦拉吉（Baitoei）
- 提迪蓬·德查阿派坤（Newwie） 饰 Pascal
- 甘塔帕·凯森山·那·阿育他亚（Ping）
- 爱莉丝·蔡（Alice） 饰 Sylvia
- 格拉维·伯恩司里（Gun） 饰 Cholly
- 塔纳·罗坤宋巴（Lee） 饰 Survey
- 邱培聪饰 Francois

### 冷傲机师
- 吉拉迪·塔瓦翁（Mek） 饰 Hawk
- 素瓦芘·盖朋瓦拉吉（Baitoei）
- 忖拉透·倥音涌（Captain） 饰 Kiryu
- 坤查努·肯甘卡（Kan） 饰 Hippy
- 得湾·米弘拉（Tay） 饰 Phillip
- 邱培聪 饰 Francois

### 单身律师
- 哇提勒维·拍桑固翁（August） 饰 Firstclass
- 拉芘莎拉·瑛特勒素 （Apple） 饰 Minute
- 巴拉奇亚·鲁洛 （Singto） 饰 BM

### 疯狂艺人
- 坤查努·肯甘卡（Kun）飾 Hippy
- 諾特·潘妮雅格爾（Note）飾 Mel-B

### 非常政治
- 塔納·羅坤宋巴（Lee）飾 Survey
- 娜帕拉·吉拉威宋謄功（Mild）飾 Cherrymilk
- 瑪琳帕·希芮陂（Wawa）飾 Kwangnoi
- 帕查特·詹金（Fiat）飾 Fuse
- 娜帕誦·薇拉尤蒂萊（Puimek）飾 Karin
- 諾塔南·安楚裏帕迪（Kacha）飾 T-Rex
- 朱塔吾·帕塔拉剛普（March）飾 Brian

### 雄心领袖
- 瓦拉妮·塔瓦翁（Mook）飾 Mantou
- 朱塔吾·帕塔拉剛普（March）飾 Brian
- 鐘朋·阿盧迪吉朋（Off）飾 Li Tang

## 电视剧原声带
| 曲序 | 曲名                                     | 演唱                    | 備註   |
| ---- | ---------------------------------------- | ----------------------- | ------ |
| 1    | 《เจ็บที่ยังรู้สึก》（依然感到痛）              | Nont Tanont             | [ 1 ]  |
| 2    | 《ไม่ธรรมดา》（不平凡）                   | Mook Worranit           | [ 2 ]  |
| 3    | 《อะไรก็ได้ในใจเธอ》（在你心中是什麼都行） | Mook Worranit           | [ 3 ]  |
| 4    | 《อะไรก็ได้ในใจเธอ》（在你心中是什麼都行） | Kao Siwakorn            | [ 4 ]  |
| 5    | 《แด่เธอที่รัก》（致親愛的你）               | Tol Vonthongchai        | [ 5 ]  |
| 6    | 《ถ้าเธอไม่รู้》（如果你還不知道）           | Captain Chonlathorn     | [ 6 ]  |
| 7    | 《พูดว่ารักเบาๆ》（溫柔地愛你）             | Mek Jirakit             | [ 7 ]  |
| 8    | 《ความหวาน (sweet)》（甜蜜）             | Piglet                  | [ 8 ]  |
| 9    | 《กรุณามารบกวน》（請來打擾）              | Ice Sarunyu             | [ 9 ]  |
| 10   | 《รอให้เธอพูดก่อน》（等妳說）               | Note Panayanggool       | [ 10 ] |
| 11   | 《รอยยิ้มของเธอ 》（她的微笑）             | Kacha Nontanun          | [ 11 ] |
| 12   | 《My Beautiful Girl》                    | Victor Chatchawit       | [ 12 ] |
| 13   | 《กำลังรออยู่พอดี》（只等待你）              | Arm Weerayut            | [ 13 ] |
| 14   | 《ฝ่ายเดียว》（單戀）                      | Korn Sirisorn           | [ 14 ] |
| 15   | 《ฝันไป...หรือเปล่า》（如夢境一場…）        | Kat Focus、Hunz Isariya | [ 15 ] |
| 16   | 《คืนที่ฟ้าสว่าง》（今晚的夜色特別明亮）      | Kun Kunchanuj           | [ 16 ] |
| 17   | 《วันที่ฉันอาจลืม》（我遺忘的一天）           | Kun Kunchanuj           | [ 17 ] |
| 18   | 《กระสุน》（子彈）                        | Kun Kunchanuj           | [ 18 ] |

## 制作

### 选角
2016年初，GMMTV举办了名为“Finding U-Prince Project”的活动，为电视剧公开招募电视剧演员的在线竞赛。竞赛结果于2016年4月3日在CentralWorld的伊甸广场公布。